# Manito (Albay)
Pour les articles homonymes, voir Manito.
Manito est une municipalité de la province d'Albay, aux Philippines.
Sa population est de 22 819 habitants au recensement de 2010 sur une superficie de 107 km2, subdivisée en 15 barangays.